# Бернард Ліппе-Бестерфельдський
Бернхард Леопольд Фрідріх Еберхард Юліус Курт Карл Готтфрід Петер цур Ліппе-Бістерфельд (нім. Bernhard Leopold Friedrich Eberhard Julius Kurt Karl Gottfried Peter Prinz zur Lippe-Biesterfeld; 29 червня 1911, Єна, Німеччина — 1 грудня  2004, Утрехт, Нідерланди) — племінник Леопольда IV, останнього князя Ліппе, чоловік королеви Нідерландів Юліани. З 1916 року принц Ліппе-Бістерфельдський, з 1948 року принц Бернард Нідерландський. Перший президент Всесвітнього фонду дикої природи.

## До шлюбу
Морганатичний нащадок князівського дому Ліппе. У 1929 році поступив до Вищої школи торгівлі у Лозанні. У 1930 році вивчав право в Мюнхені, а з 1931 по 1935 рік — вивчав право в Берлінському університеті. У 1933—1937 роках був членом НСДАП, СС і Націонал-соціалістичного механізованого корпусу. У 1935 році Бернард здав докторський іспит по праву і поступив працювати в представництво німецького хімічного концерну «І. Г. Фарбеніндустрі» в Парижі.

## Життя в шлюбі
У Парижі Бернард познайомився з голландським дипломатом, який на початку 1936 року під час Зимових Олімпійських ігор у Німеччині організував його зустріч з нідерландської принцесою Юліаною. У тому ж році Бернард і Юліана були заручені, і Бернард отримав нідерландське підданство. Бернард і Юліана одружилися 7 січня 1937 року в Гаазі. Одружившись на спадкоємиці престолу Бернард не кинув ризикувати життям. Будучи пристрасним авіатором, авто-і мотогонщиком він у 1938-му році був на межі смерті, зламавши в авіаінциденту шийний відділ хребта.
Після нападу гітлерівської Німеччини на Нідерланди 10 травня 1940 принц особисто обстрілював з кулемета, встановленого на даху палацу, німецькі десантні літаки. Принцеса Юліана з дітьми негайно виїхала до Канади, а принц Бернард залишився в Лондоні як особистий ад'ютант тещі — королеви Вільгельміни. У Лондоні його благонадійність перевіряв особисто Ян Флемінг, який додав своєму Бонду багато рис Бернарда, і навіть давший його спадковий титул — «граф Ліппе», як «фальшиве прізвище» одному із супротивників Бонда.
З 1944 року принц Бернард був головнокомандуючим нідерландських збройних сил і брав активну участь у боротьбі союзників з військами Рейху.
5 травня 1945 Бернард, як головнокомандувач нідерландськими військами, разом з союзниками прийняв в голландському місті Вагенінген капітуляцію німецьких військ, що знаходилися на території Нідерландів. Цього дня він демонстративно відмовився говорити з переможеними рідною мовою — німецькою, і прийняв капітуляцію, говорячи тільки нідерландською. У серпні того ж року нідерландська королівська сім'я повернулася до Нідерландів.
У 1948 році Юліана стала Королевою Нідерландів, а Бернард отримав титул принца. У 1954 році принц Бернард став головою Більдербергського групи — дискусійного форуму політиків, ділових людей і відомих громадських діячів з Європи, США і Канади. У 1961 році взяв участь у створенні Фонду дикої природи, який піклується про збереження довкілля. Принц очолив цю організацію та до самого останнього часу брав активну участь в її роботі.
У 1976 році принц Бернард виявився замішаним у скандалі з хабарами компанії «Локхід». Уряд прийшов до висновку, що дії принца завдали шкоди нідерландській державі. Бернард був змушений відмовитися від своїх військових функцій, носіння військового мундира і від великої кількості інших постів.
У 1980-х роках організував на гроші Всесвітнього фонду дикої природи — передані їм туди раніше і повернуті йому, — «полювання на браконьєрів» в Південній Африці, сплативши близько пів мільйона тодішніх доларів професійним найманцям — колишнім бійцям спецпідрозділів — через лондонську компанію Девіда Стірлінга — засновника САС.
У 1998 році принц припинив активну участь в діяльності більшості організацій, в яких він перебував. Але він продовжував вносити активний внесок у діяльність організацій ветеранів опору і Другої світової війни і в охорону природи. Завдяки зусиллям принца в Голландії була увічнена пам'ять польських парашутистів, що брали участь в операції «Маркет Гарден» — і особисто генерала Станіслава Сосабовського. Він також вніс великий внесок в діяльність WWF по збереженню рідкісних птахів в Росії на голландські пожертвування.
Незадовго до смерті принц особисто вніс заставу за двох співробітників найбільшої в Голландії мережі супермаркетів, які утримувалися під вартою за побиття магазинного злодюжки.
У березні 2004 року 92-річний Бернард овдовів — колишня королева Юліана померла; він був присутній на похоронах дружини в Новій церкві в Делфті. Восени 2004 року принц Бернард став страждати сильною задишкою і від скупчення вологи в грудній клітці та був поміщений в лікарню. Після вжитих лікарями заходів він відчув себе краще і зміг повернутися додому до палацу Сустдейк. У середині листопада Служба державної інформації випустила комюніке, в якому повідомлялося про те, що принц Бернард хворий невиліковною формою раку легенів і кишечника.
1 грудня принц Бернард помер. У телевізійному зверненні у зв'язку з кончиною принца Бернарда прем'єр-міністр Нідерландів Ян Петер Балкененде особливо відзначив його внесок в звільнення Нідерландів під час другої світової війни та участь в переговорах про капітуляцію німецьких військ у Нідерландах у травні 1945 року. «Завдяки його авторитету, в ці складні місяці був відвернений хаос і зайве насильство», — сказав прем'єр. Балкененде також відзначив значний внесок принца в охорону природи, його любов до життя і готовність допомагати людям.

## Діти
- Офіційні від королеви Нідерландів Юліани:
  - Королева Беатрікс (нар. 31 січня 1938, Баарн, Нідерланди)
  - Принцеса Ірен (нар. 1939, Баарн, Нідерланди)
  - Принцеса Маргріт (нар. 1943, Оттава, Канада)
  - Принцеса Крістіна (1947—2019)
- Побічні від двох позашлюбних зв'язків:
  - Алісія, дочка німецької жінки-пілота, живе в Каліфорнії
  - Алексія, дочка багатої спадкоємиці готелю в Ніцці Елен Гринда, живе в Парижі

## Нагороди

### Нідерланди
- Орден Віллема, командорський хрест
- Орден Нідерландського лева, великий хрест
- Орден дому Оранських-Нассау, великий хрест
- Орден Золотого Ковчега, командорський хрест і великий магістр
- Орден Святого Йоанна (Нідерланди), командор
- Хрест Льотчика
- Коронаційна медаль королеви Юліани

### Велика Британія
- Орден Лазні, почесний великий хрест
- Королівський Вікторіанський орден, почесний великий хрест
- Зірка Франції та Німеччини
- Медаль Оборони
- Коронаційна медаль Короля Георга VI
- Коронаційна медаль Королеви Єлизавети II

### Франція
- Орден Почесного легіону, великий хрест
- Орден Академічних пальм, командорський хрест
- Медаль льотчика (Франція)

### Греція
- Орден Георга I, великий хрест
- Воєнний хрест (Греція)

### Люксембург
- Орден Золотого лева Нассау
- Воєнний хрест (Люксембург)

### Бельгія
- Орден Леопольда I, великий хрест
- Воєнний хрест (Бельгія)

### ДинастіяПахлаві(Іран)
- Орден Лева і Сонця, великий ланцюг
- Медаль 2500-річчя заснування Перської імперії

### Інші країни/династії
- Орден Зірки Карагеоргія, великий хрест (Королівство Югославія)
- Орден Визволителя Сан-Мартіна, великий хрест (Аргентина)
- Почесний знак «За заслуги перед Австрійською Республікою», велика золота зірка
- Орден Південного Хреста, великий хрест (Бразилія)
- Орден Доблесті (Камерун), великий хрест
- Орден Білого лева, великий хрест (Чехія)
- Чехословацький воєнний хрест 1939 (Чехословаччина)
- Орден Заслуг (Чилі), великий хрест
- Орден Бояки, великий хрест особливого класу (Колумбія)
- Орден Слона (Данія)
- Орден За заслуги Санчеса, Дуарте і Мелли, великий хрест зі срібною зіркою (Домініканська республіка)
- Орден Абдона Кальдерона, великий хрест (Еквадор)
- Орден Цариці Савської, великий хрест з ланцюгом (Соломонова династія)
- Орден Білої троянди (Фінляндія), великий хрест
- Орден «За заслуги перед Федеративною Республікою Німеччина», великий хрест особливого ступеня
- Орден Святої Троянди і Цивілізації, великий хрест (Гондурас)
- Орден Зірки Махапутера, великий хрест (Індонезія)
- Орден «За заслуги перед Італійською Республікою», великий хрест
- Національний орден Кот-д'Івуару, великий хрест
- Орден Вранішнього Сонця 1-го класу (Японія)
- Орден Піонерів Ліберії, великий хрест
- Орден Ацтекського орла, великий хрест особливого ступеня (Мексика)
- Орден Оясві Раянья, великий хрест (Непал)
- Орден Святого Олафа, великий хрест (Норвегія)
- Орден Рубена Даріо, великий хрест особливого класу (Нікарагуа)
- Орден Мануеля Амадора Герреро, великий хрест (Панама)
- Орден Заслуг (Парагвай), великий хрест особливого класу
- Орден «Сонце Перу», великий хрест
- Virtuti Militari, великий хрест (Польща)
- Орден Заслуг (Сенегал), великий хрест
- Бальї Великого хреста честі і вірності (Мальтійський орден)
- Орден Карлоса III, великий хрест (Іспанія)
- Орден Жовтої зірки, великий хрест (Суринам)
- Орден Королівського дому Чакрі з ланцюгом (Таїланд)
- Орден Незалежності (Туніс), великий хрест
- Орден Серафимів (Швеція)
- Легіон Заслуг (США), офіцерський хрест
- Орден Визволителя, великий хрест (Венесуела)